# Gornja Bodežišta
Gornja Bodežišta (cyr. Горња Бодежишта) – wieś w Bośni i Hercegowinie, w Republice Serbskiej, w gminie Gacko. W 2013 roku liczyła 5 mieszkańców.